# Valerio Virga
Valerio Virga (Roma, 6 de junho de 1986) é um futebolista italiano que atualmente joga no Novara, emprestado pela Roma.

## Biografia
Ele estreou na Serie A em 10 de abril de 2005 no empate entre Udinese e Roma por 3-3, no Friuli, a primeira de suas seis presenças na temporada 2004-05.
No verão de 2005, saiu em co-propriedade ao Palermo, dentro da operação relativa a Curci, Bovo e Massimo Bonanni, mas foi emprestado ao Ascoli, onde não joga nenhuma partida e é relegado ao time juvenil.
Na temporada 2006-07, volta à Roma, onde tem mais possibilidades de mostrar sua capacidade, graças ao amplo turn-over efetuado pelo treinador Spalletti.